# Hugo Conte
Hugo Conte, född 14 april 1963 i Buenos Aires, är en argentinsk före detta volleybollspelare.
Conte blev olympisk bronsmedaljör i volleyboll vid sommarspelen 1988 i Seoul.
Förutom volleyboll (där han haft sina största framgångar) har Conte även spelat beachvolley. Han vann Italienska mästerskapet 1996 tillsammans med Davide Sanguanini. Han spelade även på Volleyball World Beach Pro Tour 1997 tillsammans med Fabio Perez, där de dock som bäst nådde åttondelsfinal.